# اعتراضات دانشگاهی ژاپن ۱۹۶۹-۱۹۶۸
اعتراضات دانشگاهی ژاپن ۱۹۶۹–۱۹۶۸ (大学紛争)، اعتراضات دانشجویی در چندین دانشگاه ژاپنی در نهایت باعث بسته شدن پردیس‌های دانشگاهی در سراسر ژاپن شد. اعتراضات بخشی از چرخه اعتراضات جهانی در سال ۱۹۶۸ و چرخه اعتراضی ژاپن در اواخر دهه ۱۹۶۰ بود، از جمله اعتراضات آنپو در سال ۱۹۷۰ و مبارزه علیه ساخت فرودگاه ناریتا. قانون اقدامات موقت در مورد مدیریت دانشگاه اجازه متفرق کردن معترضان را در سال ۱۹۶۹ داد.
در ابتدا، تظاهراتی برای اعتراض به کارآموزی بدون حقوق در دانشکده پزشکی دانشگاه توکیو سازماندهی شد. سازمان‌های دانشجویی چپ جدید با تکیه بر سال‌ها سازمان‌دهی و اعتراض دانشجویی، شروع به اشغال ساختمان‌های اطراف دانشگاه کردند. پردیس اصلی دیگری که اعتراضات در آن آغاز شد دانشگاه نیهون بود. آنها با نارضایتی دانشجویان به دلیل فساد اداری در هیئت مدیره دانشگاه شروع کردند. در ژاپن به دلیل ماهیت سنتی و محافظه کار دانشگاه، اعتراضات کمتر به دلیل ایدئولوژی و بیشتر توسط عمل گرایی انجام می‌شد. این جنبش به سایر دانشگاه‌های ژاپن گسترش یافت و به خشونت در دانشگاه و خیابان‌ها تبدیل شد. در اواخر سال ۱۹۶۸، در اوج جنبش، هزاران دانشجو وارد شلوغ‌ترین ایستگاه راه‌آهن توکیو، ایستگاه شینجوکو شدند و شورش شینجوکو را به وجود آوردند. درگیری‌های درونی جناحی (اوچی -گه با، 内ゲバ) در میان این دانش آموزان بیداد می‌کرد. در ژانویه ۱۹۶۹، پلیس دانشگاه توکیو را محاصره کرد و به اعتراضات در آنجا پایان داد، که منجر به شور مجدد دانشجویان در سایر دانشگاه‌ها شد، جایی که اعتراضات ادامه یافت. با این حال، با کاهش حمایت عمومی از دانشجویان و افزایش تلاش‌های پلیس برای توقف اعتراضات، جنبش کاهش یافت.
تصویب ۱۹۶۹ قانون اقدامات موقت در مورد مدیریت دانشگاه به پلیس مبنای قانونی برای اعمال تدابیر قهرآمیزتر داد، اگرچه گروه‌های منشعب از گروه‌های چپ جدید، مانند ارتش سرخ متحد به خشونت خود ادامه دادند. در دهه ۱۹۷۰. دانشجویان از آثار مارکسیسم نظریه پردازانی مانند کارل مارکس و لئون تروتسکی الهام گرفتند، فیلسوفان اگزیستانسیالیست فرانسوی مانند ژان-پل سارتر و آلبر کامو، و فلسفه بومی شاعر و منتقد ژاپنی تاکاآکی یوشیمونو. تفسیر یوشیموتو از «خودمختاری» (jiritsusei) و «سوژکتیویته» (shutaisei) بر اساس نقد او از تفاسیر لیبرالی مترقی از این عقاید توسط دیگر روشنفکران ژاپنی مانند ماسائو مارویاما بود که او آنها را ریاکار خواند.{ ارادت دانش آموزان به ویژه «شوتایسی» در نهایت منجر به فروپاشی جنبش آنها شد، زیرا آنها به‌طور فزاینده ای بر «خود نفی کردن» («جیکو هیتی») و «انتقاد از خود» («هانسی») تمرکز می‌کردند. 
مشکلات دانشگاه به ظهور جنبش جنبش آزادی‌بخش زنان میتسو تاناکا (اومان ریبو) کمک کرد. در حالی که بیشتر اختلافات در دهه ۱۹۷۰ حل و فصل شد و بسیاری از دانشجویان مجدداً در جامعه ژاپن ادغام شدند، ایده‌های اعتراضات وارد حوزه فرهنگی شد و الهام بخش نویسندگانی مانند هاروکی موراکامی و ریو موراکامی شد. مطالبات سیاسی دانشجویان، اصلاحات آموزش و پرورش را در اولویت دولت ژاپن قرار داد که سعی کرد از طریق سازمان‌هایی مانند شورای مرکزی آموزش به آن رسیدگی کند. این اعتراضات موضوع رسانه‌های محبوب مدرن مانند فیلم کوجی واکاماتسو در سال ۲۰۰۷  ارتش سرخ متحد بوده است.

## منشا فعالیت دانشجویی

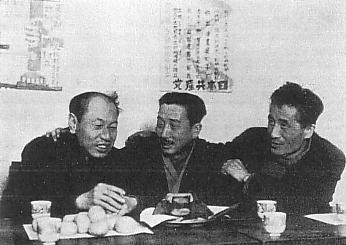
رهبران حزب کمونیست ژاپن، کیوئیچی توکودا، سانزو نوساکا و یوشیئو شیگا (از چپ به راست) بلافاصله پس از پایان جنگ جهانی دوم

اشغال ژاپن از پایان جنگ جهانی دوم تا ۱۹۵۲ تغییرات مهمی را در سیاست ژاپن ایجاد کرد. مقامات اشغالگر قوانین امنیت عمومی را که قبل از جنگ برای هدف قرار دادن خاص گروه‌های چپ و دستگیری اعضای آنها وضع شده بود، لغو کردند. زندانیان جناح چپی که تحت این قانون در زندان بودند آزاد شدند.
حزب کمونیست ژاپن (JCP) و حزب سوسیالیست ژاپن (JSP) قانونی شدند و در سیاست ژاپن تأثیرگذار شدند. JCP بر افزایش حمایت خود در بین دانشجویان متمرکز شد که منجر به همراهی دانشجویان با فعالیت‌های چپ شد.